# Euagra fenestra
Euagra fenestra là một loài bướm đêm thuộc phân họ Arctiinae, họ Erebidae.